# 沈腾
沈腾（1979年10月23日—），黑龙江齐齐哈尔人，中国大陸男演员、导演，隸屬开心麻花团队。2015年主演電影《夏洛特烦恼》成名，代表作《西虹市首富》、《飞驰人生》《独行月球》。中國内地电影“百億票房先生”。2019年在福布斯發佈的中国100名人榜，名列第6名。

## 生平
1999年考入解放军艺术学院表演系本科。
2003年毕业后加入开心麻花团队。
2012年首次登上央视春晚舞台表演小品《今天的幸福》，饰郝建一角，之后连续四年登上央视春晚舞台。
2015年，沈腾带领开心麻花团队获得《欢乐喜剧人》第一季冠军。
同年9月30日，其主演的"開心麻花"喜剧电影《夏洛特烦恼》取得高口碑以及超过14亿人民币的高票房成为当年黑马。
2018年7月27日，其主演的电影《西虹市首富》上映。2019年2月5日，其主演的《疯狂的外星人》、《飞驰人生》春节档同日上映。
2019至2022年，在綜藝節目《王牌對王牌》與賈玲、關曉彤及华晨宇組成王牌家族，是四位固定MC之一，與賈玲同為王牌家族中的搞笑擔當。
2021年2月17日，由沈腾出演的电影《你好，李焕英》取得优异票房表现，超越黄渤成为中国影史票房第一的演员。至2023年被吴京打破。2024年3月23日，以334.99亿元的累计票房再次成为中国影史票房第一的演员。

## 家庭
妻子王琦，四川戏剧演员，中国人民解放军艺术学院2002级表演系。
2015年11月3日，沈腾在成都向演员王琦求婚成功，结束二人长达12年的爱情长跑。2016年3月17日，二人领取结婚证。2018年8月，二人的儿子出生。

## 影視作品

### 电视剧
| 首播年份 | 剧名               | 角色             | 备注            |
| 2001年   | 《东北一家人》     | 马二虎（马大头） |                 |
| 2002年   | 《围屋里的女人》   | 曹元吉           |                 |
| 2005年   | 《夫妻时差》       | 麦冬             |                 |
| 2006年   | 《案发现场II》     | 夏晓强           |                 |
| 2007年   | 《青春正步走》     | 常和平           |                 |
| 2012年   | 《天才进化论》     | 伍宇明           |                 |
| 2012年   | 《北京青年》       | 殷强             | 客串            |
| 2012年   | 《屌丝男士第一季》 | 公司同事         | 網絡劇          |
| 2014年   | 《人见人爱》       | 郝建             |                 |
| 2015年   | 《你是我的眼》     | 张三斤           |                 |
| 2016年   | 《欢喜密探》       | 沈老賤           | 客串            |
| 2017年   | 《六位帝狂玩》     |                  | 網絡劇，客串    |
| 2017年   | 《高能医少》       | 钟老师           | 網絡劇,兼任监制 |

### 电影
| 上映年份 | 电影名                     | 角色       | 備註                     |
| 2014年   | 《心花路放》               | 撩骚老板   |                          |
| 2015年   | 《滚蛋吧！肿瘤君》         | 熊頓前男友 | 客串                     |
| 2015年   | 《夏洛特烦恼》             | 夏洛       |                          |
| 2015年   | 《一念天堂》               | 沈默       |                          |
| 2016年   | 《年兽大作战》             | 土地公     | 配音                     |
| 2016年   | 《冰原歷險記：笑星撞地球》 | 黄鼠狼巴克 | 配音                     |
| 2016年   | 《王牌逗王牌》             | 老K        | 客串                     |
| 2017年   | 《羞羞的铁拳》             | 张茱萸     |                          |
| 2017年   | 《妖铃铃》                 | 徐大富     |                          |
| 2018年   | 《龙虾刑警》               | 老店长     |                          |
| 2018年   | 《西虹市首富》             | 王多鱼     |                          |
| 2018年   | 《李茶的姑妈》             | 神父       |                          |
| 2019年   | 《疯狂的外星人》           | 沈腾飞     |                          |
| 2019年   | 《飞驰人生》               | 张驰       |                          |
| 2020年   | 《囧妈》                   | 孝子       | 網絡首播；客串           |
| 2020年   | 《我和我的家乡》           | 马亮       | 單元《神笔马亮》         |
| 2020年   | 《温暖的抱抱》             | 賈醫生     |                          |
| 2021年   | 《你好，李焕英》           | 沈光林     |                          |
| 2021年   | 《日不落酒店》             | 纸片人     | 客串                     |
| 2021年   | 《我的青春有个你》         | 教导主任   |                          |
| 2021年   | 《我和我的父辈》           | 星一浩     | 兼任導演，單元《少年行》 |
| 2022年   | 《四海》                   | 吴仁腾     |                          |
| 2022年   | 《独行月球》               | 独孤月     |                          |
| 2023年   | 《满江红》                 | 张大       |                          |
| 2023年   | 《超能一家人》             | 乞乞科夫   |                          |
| 2024年   | 《飞驰人生2》              | 张驰       |                          |
| 2024年   | 《抓娃娃》                 | 马成钢     |                          |
| 2024年   | 《逆鳞》                   | 尊非       |                          |
| 2027年   | 《流浪地球3》              |            |                          |
| 待上映   | 《八秒半英雄》             |            | 客串                     |
| 待上映   | 《脱单记》                 | 詩人寞寞   | 客串                     |
| 待上映   | 《欢迎来龙餐馆》           |            |                          |

## 话剧、舞台剧
沈騰至今參與超過一千場話劇，下列表格只是部分作品。
| 首演年份 | 剧名                        | 角色        | 职务   |
| 2002年   | 《我在天堂等你》            | 欧木鑫      | -      |
| 2003年   | 《想吃麻花现给你拧》        | 左小山      | 副导演 |
| 2005年   | 《麻花3 人在江湖漂》        | 竹叶青      | 导演   |
| 2007年   | 《开心麻花2007 疯狂的石头》 | -           | 导演   |
| 2008年   | 《甜咸配》                  | 小顺        | 导演   |
| 2009年   | 《索马里海盗》              | 客串小P老师 | 导演   |
| 2010年   | 《开心麻花 乌龙山伯爵》     | 谢蟹        | 主演   |
| 2016年   | 明星版《乌龙山伯爵》        | 谢蟹        | 主演   |

## MV演出
- 火箭少女101-卡路里

## 獎項及榮譽
下列表格只是沈騰所獲得的部分獎項及榮譽
| 年份   | 颁奖典礼                                 | 奬項                         | 作品             | 结果 | 備註               |
| 2013年 | 第四届现代戏剧谷2013壹戏剧大赏           | 年度新锐男演员               |                  | 獲獎 |                    |
| 2013年 | 第二十届北京大学生电影节微电影精品大赛   | 最佳男演员                   | 《床上关系》     | 獲獎 |                    |
| 2013年 | 第二届大学生微电影节                     | 最佳男主角                   | 《床上关系》     | 獲獎 |                    |
| 2015年 | 《欢乐喜剧人》第一季                     | 冠军                         |                  | 獲獎 | 喜劇競演真人秀節目 |
| 2015年 | 《芭莎男士》品位成功年度人物             | 绝对吸引力明星               |                  | 獲獎 |                    |
| 2015年 | 东方卫视「风从东方来」娱乐影响力盛典年度 | 最佳喜剧男演员               |                  | 獲獎 |                    |
| 2016年 | 金票根圆梦盛典年度                       | 最强喜剧男演员奖             |                  | 獲獎 |                    |
| 2016年 | 微博之夜                                 | 年度中国电影新力量男演员     |                  | 獲獎 |                    |
| 2016年 | 金羊奖澳门国际电影节                     | 华语年度男演员               | 《夏洛特烦恼》   | 獲獎 |                    |
| 2016年 | 乐视生态之夜                             | 乐视生态年度全媒体影响力演员 |                  | 獲獎 |                    |
| 2016年 | 向上时尚之夜                             | 最具价值跨界明星奖           |                  | 獲獎 |                    |
| 2016年 | 微博电影之夜                             | 微博最受欢迎喜剧演员         |                  | 獲獎 |                    |
| 2016年 | 第八届澳大利亚国际华语电影节             | 最受欢迎男演员               |                  | 獲獎 |                    |
| 2018年 | 「时代能量·时装之夜」年度盛典            | 时代影响力奖                 |                  | 獲獎 |                    |
| 2019年 | 平壤国际电影节                           | 最佳男主角                   | 《飞驰人生》     | 獲獎 |                    |
| 2022年 | 第36届大众电影百花奖                     | 最佳男主角                   | 《我和我的父辈》 | 提名 |                    |
| 2022年 | 2022微博電影之夜                         | 年度最受歡迎演員             |                  | 獲獎 |                    |
| 2024年 | 第17屆亞洲電影大獎                       | 最佳男主角                   | 《滿江紅》       | 提名 |                    |
| 2024年 | 第37屆中國電影金雞獎                     | 最佳男主角                   | 《飞驰人生2》    | 提名 |                    |
| 2025年 | 2024微博之夜                             | 微博King                     |                  | 獲獎 |                    |